# Hugues Maumouzet

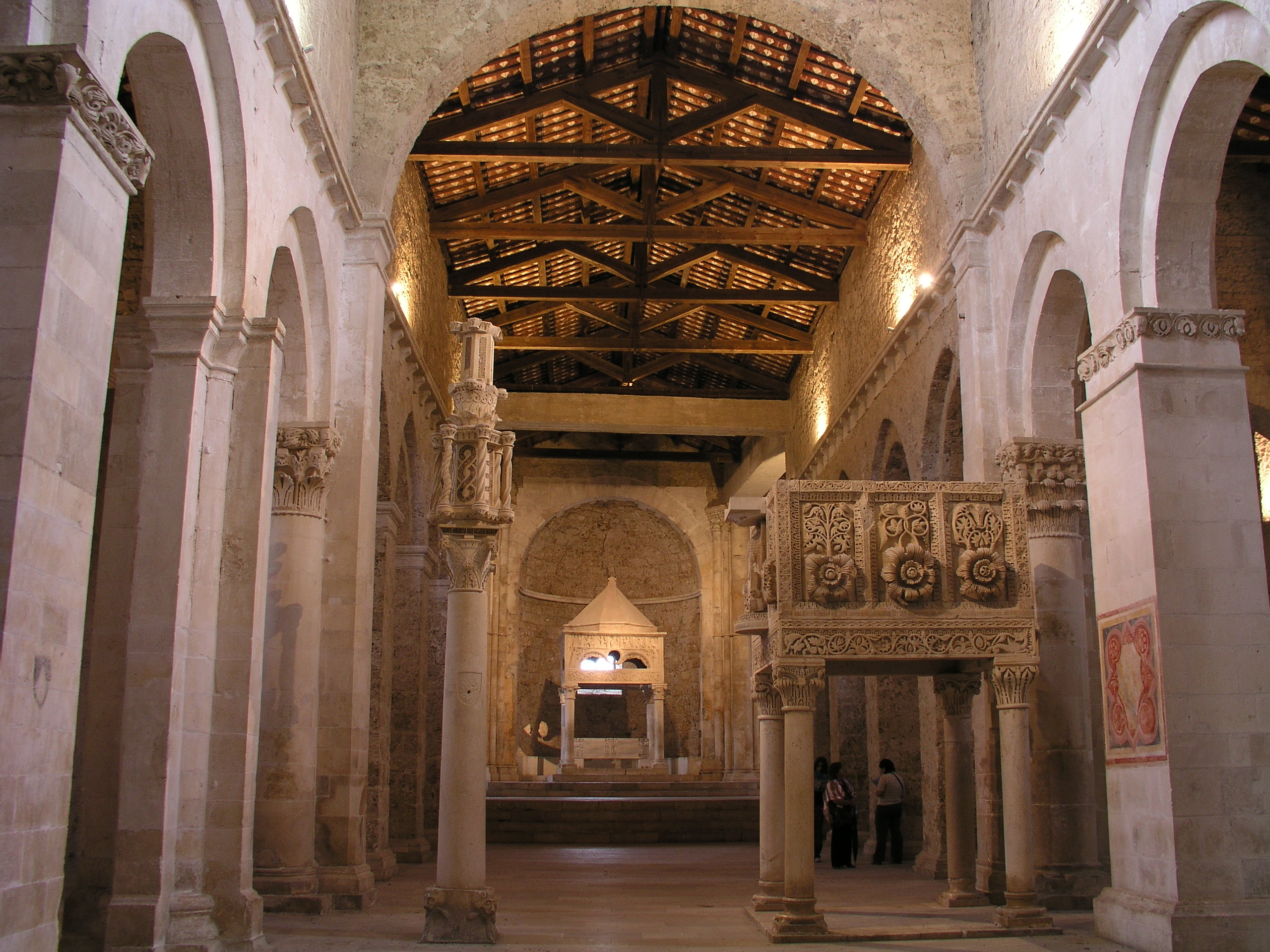
Intérieur de l'abbaye Saint-Clément, ruinée par Hugues Maumouzet et restaurée au début du XII.

Hugues Maumouzet ou Hugues Mamouzet (en italien : Ugo Ma(u)mouzet ou Ugo Malmozzetto ; † 1097) est un seigneur italo-normand des Abruzzes, 2e ou 3e comte normand de Manoppello.

## Biographie
Fils d'un certain Gilbert (de genere francorum), Hugues Maumouzet est avant tout un aventurier devenu un lieutenant de Robert Guiscard, duc normand d'Apulie, de Calabre et de Sicile. À partir des années 1070, il participe au début de la conquête normande d'une partie de la région des Marches et  des Abruzzes aux côtés notamment de Drogon de Hauteville, frère du comte Robert de Loritello et neveu de Guiscard.
Vers 1076, il détruit l'abbaye de Saint-Clément de Casauria après avoir capturé dans un guet-apens l'abbé Transamond qui organisait la défense dans la région contre les envahisseurs normands : Hugues Maumouzet ruina tellement le monastère que les moines durent se disperser. La tradition monastique de la région des Abruzzes nous a conservé le souvenir de ses violences.
Bien que grand persécuteur et destructeur de Casauria, Hugues Maumouzet fut l'un des protecteurs de l'abbaye Saint-Barthelemy de Carpineto,.
L'activité guerrière de Hugues Maumouzet dans les Abruzzes cessa peu après 1092 (date à laquelle il fait une donation à l'évêque de Valva), car il tomba dans un guet-apens alors qu'il tentait de s'emparer de Prezza, cité stratégique de la L'Aquila pour le contrôle de la Conca peligna et celui des communications vers l'ouest. Il fut capturé au cours d'un rendez-vous galant donné à la sœur du seigneur de Prezza dans le fossé du castrum qu'il asiégeait : à un certain moment, la suivante de la jeune fille parvint à lui lier les pieds en entortillant sa chemise dans ses éperons. Il mourut en prison. Selon le Chronicon Casauriense, Hugues Maumouzet fut enterré dans la crypte du monastère qu'il avait pillé, à l'endroit où avait autrefois été peinte l'image de saint Clément.
D'une certaine Rogata († avant novembre 1093), peut-être en partie d'origine lombarde et fille supposée de Godefroi de Hauteville, l'un des frères de Robert Guiscard, il eut sept fils dont cinq moururent l'année de sa mort (1097).

## Sources primaires
- Chronicon Casauriense